# 布部車站
布部車站（日语：／ Nunobe eki */?）曾是位於北海道富良野市字布部市街地，屬於北海道旅客鐵道（JR北海道）根室本線的鐵路車站。車站編號為T31，電報略號為ヌノ。本站已於2024年4月遭到廢站。
站名源自於阿伊努語的「num-ot-pe/ヌム・オッ・ペ（擁有很多胡桃的河流）」。

## 歷史
- 1927年（昭和2年）12月26日 - 以國有鐵道的車站開始營業。一般車站。
- 1982年（昭和57年）11月15日 - 廢除貨物及行李處理。同時車站無人化。
- 1987年（昭和62年）4月1日 - 國鐵分割民營化後，由JR北海道繼承。
- 1994年（平成6年）4月1日 - 由北海道旅客鐵道釧路分社改為北海道旅客鐵道總社管轄。
- 2024年（令和6年）4月1日 - 隨著富良野站－上落合號誌站路段廢止而廢站。

## 車站構造
本站在廢站前為擁有1個島式月台及1條鐵路路線的無人車站。車站旁邊設有側線。

## 車站周邊
本站為富士電視台的電視劇「來自北國」的第一集中登場的車站（當時仍然是有職員的車站）。站前有設置著油倉本聰親筆書寫的紀念碑。而站前也分布著細小的聚落及商店等。
- 北海道道544號麓鄉山部停車場線
- 布部郵政局
- 富良野市立布部中學、小學
- 空知川
- 國道38號
- 富良野巴士、占冠村營巴士「布部入口」站（沿國道38號線）

## 相鄰車站
北海道旅客鐵道（JR北海道）
■根室本線
富良野（T30）－布部（T31）－山部（T32）

## 外部連結
- （日語）布部車站 （页面存档备份，存于）
- （日語）參觀全部車站之旅 （页面存档备份，存于）